# Psammocora obtusangula
Psammocora obtusangula är en korallart som först beskrevs av Jean-Baptiste Lamarck 1816.  Psammocora obtusangula ingår i släktet Psammocora och familjen Siderastreidae. IUCN kategoriserar arten globalt som nära hotad. Inga underarter finns listade i Catalogue of Life.